# 地球で最後のふたり
『地球で最後のふたり』（原題：เรื่องรัก น้อยนิด มหาศาล、英題：Last Life in the Universe）は、2003年にタイ・日本・オランダ・フランス・シンガポールの共同で作られた映画。舞台はバンコク。
日本人ケンジとタイ人ノイの孤独なふたりを描いたラブストーリー。
映画の中で姉妹役として出演したシニター・ブンヤサックとライラ・ブンヤサックは本当の姉妹である。

## ストーリー
バンコク日本文化センターで働く日本人ケンジには、自殺願望がある。
潔癖症のケンジは人当たりは良いが、他人との距離のある孤独な生活をバンコクで送っていた。ケンジは偶然の事故を通してタイ人女性・ノイと知り合う。
一方、ケンジの兄であるヤクザのユキオは、日本でトラブルを起こしたために、バンコクのケンジの元に身を寄せていた。ケンジはユキオに関連したある事件に巻き込まれるが、九死に一生を得る。
成り行きでノイの家に暮らすことになったケンジ。
言葉は片言の英語しか通じず、二人の性格は正反対（ノイの性格はタイ人にありがちだが非常に大雑把）。
しかし、始めは奇妙でぎこちなかった二人の関係は、少しずつ変化していく。

「ひとりぼっちより、嫌いなヤモリに囲まれた方がましだ。」
（ストーリー中登場する絵本「さびしさの彼方を。」より）

言葉の違い、文化の違い、男と女の違い。仮にそれらを乗り越えられたとしても、わたしたちは本当には、分かり合えないのかもしれない・・・・

## 出演
- 浅野忠信 - ケンジ
- シニター・ブンヤサック - ノイ
- ライラ・ブンヤサック - ニッド
- 松重豊 - ユキオ
- 竹内力
- ティッティ・プームオーン
- 三池崇史
- 田中要次
- 佐藤佐吉

## スタッフ
- 監督：ペンエーグ・ラッタナルアーン
- 脚本：ペンエーグ・ラッタナルアーン、プラープダー・ユン
- 撮影：クリストファー・ドイル

## 受賞
- 2003年ヴェネツィア国際映画祭 コントロコレンテ部門 主演男優賞 受賞（浅野忠信）

## 関連書籍
- 地球で最後のふたり（原作本）著者：プラープダー・ユン、訳：吉岡憲彦　ISBN 4789722805

なお、翻訳者はこの作品のモデルとされている。